# Nina Miranda (Sängerin, 1970)

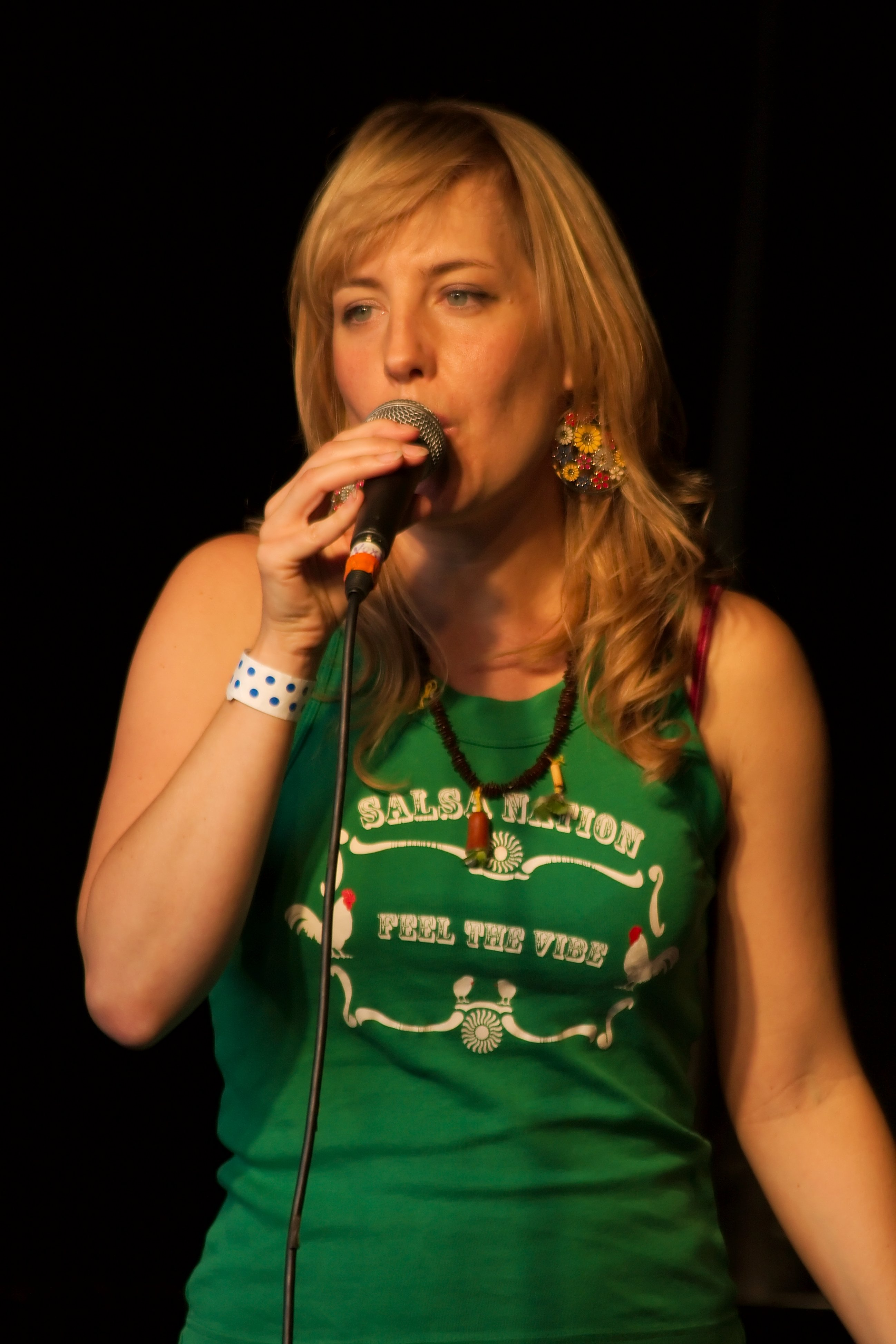
Nina Miranda 2008 in London

Nina Isabela Rocha Miranda (* 30. März 1970 in Brasilien) ist eine brasilianische Musikerin. Sie war die Frontsängerin der Bands Smoke City, Shrift und ZEEP, auch erschienen von ihr eine Reihe von Einzelveröffentlichungen.

## Leben und Wirken
Sie ist die Tochter des brasilianischen Künstlers Luiz Aquila da Rocha Miranda. Mit acht Jahren verließ sie Brasilien mit ihrer britischen Mutter und zog nach England; eine Zeit lang lebte sie in Frankreich. Nina Miranda war bis 2011 mit ihrem Bandkollegen Chris Franck liiert und hat mit ihm zwei Söhne.
Mirandas musikalische Vorbilder sind vor allem brasilianische Künstler wie Gilberto Gil, Caetano Veloso und Carmen Miranda.